# Proteina fibrillare acida della glia
La proteina fibrillare acida della glia (GFAP) è la denominazione istologica con la quale viene indicata l'unità proteica essenziale da cui sono costituiti i filamenti intermedi di tipo III degli astrociti.

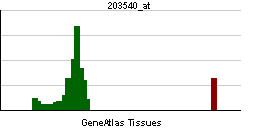
Pattern di espressione del gene GFAP

## Espressione
La proteina fibrillare acida della glia fu descritta per la prima volta nel 1971, viene codificata dal gene GFAP che codifica i filamenti di tipo III, negli esseri umani si trova sul cromosoma 17 a 17q21 40.34-40.35 Mb. Tale proteina è strettamente legata alla famiglia non epiteliale della quale fanno parte anche la: vimentina e la desmina, che sono tutte proteine coinvolte nella struttura e funzione del citoscheletro della cellula. L'espressione di GFAP porta la cellula ad incrementare la propria resistenza meccanica, così come il mantenimento della forma della cellula, ma la sua funzione esatta non è stata ancora del tutto compresa.
La quantità di GFAP espresso dalla cellula è regolata da numerosi fattori, come i cambiamenti nei livelli di citochine e ormoni. L'aumentata espressione di questa proteina diviene evidente in una serie di circostanze comunemente indicate come "attivazione astrocitica". Durante lo sviluppo la vimentina, un altro filamento intermedio di tipo III, è localizzata assieme a GFAP immature nelle cellule gliali, così come accade anche nel caso di glioma (tumore), ma non negli astrociti maturi.
Nelle cellule mature, il filamento va incontro ad un cambiamento conformazionale a seguito di eventi di fosforilazione di GFAP, che possono verificarsi in cinque diversi siti sulla proteina. Questa modificazione post-traslazionale si verifica a livello del dominio di testa e altera la carica della proteina, con conseguente disgregazione e successiva rottura verso il basso dei filamenti. Il rapporto tra il livello di filamentosi presenti GFAP è solitamente in equilibrio stabile con le proteine libere, attualmente l'importanza funzionale delle alterazioni nei livelli di GFAP non è pienamente compresa.

## Struttura
I filamenti intermedi di III tipo contengono tre domini proteici, il più conservato dei quali è il dominio definito rod domain. Le sequenze di DNA codificanti specificatamente per questa regione della proteina possono differire, ma la struttura della proteina è altamente conservata in tutti gli organismi vieventi. Attorno al rod domain si avvolge a bobina il dominio di un altro filamento a formare un dimero, con l'N-terminale e C-terminale di ogni filamento reciprocamente allineati. I filamenti di III tipo come GFAP sono in grado di formare sia omodimeri che eterodimeri; GFAP può polimerizzare con altre proteine di tipo III o con neurofilamenti (NF-L), GFAP e le altre proteine di tipo III non si possono assemblare con citocheratine, i filamenti intermedi di tipo I e II. Nelle cellule che esprimono entrambe le proteine citocheratine e tipi I e II, si ha la formazione di due distinte reti di filamenti intermedi, che può consentire una maggiore specializzazione e variabilità cellulare.
L'assemblamento delle proteine dà origine a reti molecolari, i dimeri inizialmente si dispongono in tetrameri sfalsati, tali tetrameri sono le subunità di base di un filamento intermedio, i domini non-elicoidali sono necessari per la formazione del filamento. Le altre due regioni della testa e della coda, hanno una maggiore variabilità di sequenza e struttura. Tuttavia, la testa di GFAP contiene due arginine e un residuo aromatico che hanno dimostrato di essere necessari per il corretto assemblamento. Le dimensioni delle regioni della testa e della coda sono molto diverse tra GFAP e vimentina e le loro controparti più comuni.
La proteina fibrillare acida della glia può essere utile nell'evidenziare gli astrociti all'interno di un preparato istologico data la sua reazione con una specifica immunoperossidasi (colorazione immunoistochimica per la GFAP). La presenza della proteina in questione è perciò presa come riferimento nell'individuazione delle cellule astrocitarie essendo unicamente presente in queste ultime.
Diversi studi effettuati sul siero di pazienti affetti da glioblastoma multiforme (GBM) (che può formarsi da un astrocitoma anaplastico o da un astrocitoma diffuso) hanno riscontrato la presenza della proteina fibrillare acida in quantità mediamente corrispondenti a 0,18 microgrammi/l (mentre la proteina è assente nel siero di pazienti affetti da tumori non-GBM) e viene perciò ragionevolmente considerata un marker per questo tipo di neoplasie.

## Fisiologia
GFAP viene espresso a livello del sistema nervoso centrale (SNC) negli astrociti. Risulta coinvolto in molti processi di funzionamento cellulare, come il mantenimento della struttura delle cellule, nel movimento, la comunicazione cellulare e il funzionamento della barriera emato-encefalica.
GFAP viene coinvolto nella regolazione della mitosi in quanto partecipa alla formazione della rete di filamenti intra-cellulari che costituiscono il supporto meccanico delle cellule. Durante la mitosi, vi è un aumento della quantità di fosforilazione della proteina GFAP, diverse chinasi operano su GFAP: Cdc2-chinasi agisce solo durante la transizione a fase G2, mentre altre chinasi operanti su GFAP sono attive esclusivamente presso il solco di clivaggio. Questa specificità di localizzazione permette una regolazione precisa della distribuzione GFAP alle cellule figlie. Nelle cellule adulte, utilizzando topi knockout, all'espressione GFAP sono stati associate funzioni multiple. Questi topi knockout per mancanza filamenti intermedi nell'ippocampo e nella materia bianca del midollo spinale incorrono in processi degenerativi multipli, compresa anomala mielinizzazione della sostanza bianca, deterioramento strutturale, e alterazioni della barriera emato-encefalica, GFAP viene coinvolto nel mantenimento dell'integrità della mielina del SNC.
GFAP svolge anche un ruolo nelle interazioni cellulari degli astrociti. In vitro, utilizzando RNA antisenso, gli astrociti deficitari di GFAP non sono in grado di produrre le tipiche estroflessioni di solito presenti. Gli studi hanno anche dimostrato che le cellule del Purkinje nei topi knockout per GFAP non presentano una normale struttura, questi topi risultano anche portatori di deficit in esperimenti di condizionamento, GFAP assolve un ruolo importante nel mantenimento della comunicazione cellulare nelle cellule del Purkinje.

## Marcatore tumorale

### Fibrosi progressiva
Sono stati identificati errori nella regolazione dell'espressione di GFAP, ciò induce le cellule gliali a reagire in modo negativo, con la formazione di cicatrici gliali e quindi una conseguente malattia neurodegenerativa, le cicatrici sono formate da astrociti che, interagendo con il tessuto fibroso, tentano di ristabilire i margini gliali intorno al nucleo centrale della cicatrice, tuttavia compaiono sempre nuove cicatrici nelle zone compromesse le quali si accumulano nel tempo e si avvia il processo di fibrosi ciò viene generalmente associato ad un iper espressione di GFAP, le cicatrici, in aumento a fibrosi iniziata, agiscono come una barriera fisica e chimica alla crescita neuronale, ed impediscono la rigenerazione neuronale in quanto il tessuto connettivo isola la trasmissione elettrica del cervello.

### Malattia di Alexander
Un'altra condizione direttamente collegato al GFAP è la malattia di Alexander, questa malattia è una malattia genetica rara neurodegenerativa, il meccanismo cellulare alla base della malattia è la presenza di accumuli citoplasmatici contenenti GFAP e proteine da shock termico, note come fibre di Rosenthal, tali fibre compromettono l'integrità strutturale della sostanza bianca; Il rapporto tra GFAP e la malattia di Alexander non è completamente noto, ma le mutazioni nella regione codificante del gene GFAP vengono associate all'insorgenza di tale malattia; Si ritiene che il rapporto tra le fibre di Rosenthal e il fenotipo osservabile sia dovuto ad interferenze nelle interazioni con gli altri astrociti, e una possibile incapacità di mantenere integra la barriera ematoencefalica.
L'aumento della catena leggera dei neurofilamenti (NfL) e della proteina acida fibrillare gliale (GFAP) è a8fortemente associato al peggioramento della funzione cognitiva e a un aumento del rischio di sviluppare un deterioramento cognitivo lieve (MCI) o una probabile demenza .

### Relazione con patologie
Alcune isoforme di GFAP vengono associate alla diminuzione della risposta alle infezioni acute o neurodegenerative. GFAP può essere fosforilata in cinque siti (Thr7, Ser8, Ser13, Ser17 e Ser38) in risposta a numerosi stimoli. L'espressione di alcune isoforme GFAP risulta ridotta rispetto alla norma in risposta al fattore di necrosi tumorale-alfa, questo fattore è essenziale alla crescita dei fibroblasti, e glucocorticoidi, in colture cellulari. I-1 glicoproteina virale gp120 è in grado di inibire direttamente la fosforilazione di GFAP la quale risulta diminuita in risposta ad infezione cronica da HIV-1, varicella zoster, e pseudorabbia. diminuzioni dell'espressione di GFAP sono stati riscontrati: nella sindrome di Down, la schizofrenia, disturbo bipolare e la depressione; In uno studio su 22 bambini sottoposti a ossigenazione extracorporea (ECMO), i bambini con livelli anormalmente elevati di GFAP avevano una probabilità 13 volte più elevata di morire ed una probabilità 11 volte più alta di soffrire di lesioni cerebrali rispetto ai bambini con normali livelli di GFAP; I livelli di GFAP vengono impiegati come marcatore di danno neurologico negli adulti che soffrono di ictus e lesioni cerebrali traumatiche.

## Marcatore della demenza
Uno studio condotto su 2100 individui cognitivamente sani ultrasessantenni, ha dimostrato che in un follow-up a 10 anni il 17% di essi aveva contratto una forma di demenza. Tau217, neurofilamento leggero (Nfl) e proteina fibrillare acida della glia (Gfap) si sono rivelati essere biomarcatore con una accuratezza dell'83% nel predire la demenza a 10 anni.

## Interazioni
La proteina fibrillare acida della glia può formare interazioni di tipo proteina-proteina con MEN1 e PSEN1.